# إيان جيبونز
إيان جيبونز (بالإنجليزية: Ian Read Gibbons)‏ (30 تشرين الأول / أكتوبر 1931 - 30 كانون الثاني / يناير 2018) كان عالم بيوفيزيائي وبيولوجيا الخلية. اكتشف داينين وسمّاه. في عام 2017، حصل هو ورونالد فالي على جائزة شو بحثًا عن بروتينات محرك ميكروتوبيولي.